# ブラバム・BT60
ブラバム・BT60 (Brabham BT60) は、ブラバムが1991年のF1世界選手権参戦用に開発したフォーミュラ1カー。セルジオ・リンランドが設計した。1992年にはBT60Bが使用された。
BT60Bはブラバムにとって最後のF1マシンであり、1961年にジャック・ブラバムとロン・トーラナックが創設したチームの30年に及ぶ歴史はこのマシンによって閉じられた。

## BT60Y
1991年にブラバムはヤマハと契約し、V型12気筒のOX99エンジンを搭載することになった。開幕2戦はBT59Yで戦い、第3戦サンマリノGPからBT60Yが投入された。ジャガーからWSPCに参戦していたマーティン・ブランドルと、F1ルーキーのマーク・ブランデルがドライブした。
BT60はハイノーズを採用したが、ノーズは偏平な楕円形で、フロントウィングを中央1点で懸架する独特の形状となった。インダクションポッドはBT59のT字型から、楕円形のペリスコープタイプに変更された。コクピット周辺や内部はタイトな構成で、ブランデルは「F1初年度の僕にとってBT60には大体においては満足だったが、コクピット内がかなり窮屈で、どのスイッチに手を伸ばすにもしんどいのが玉に傷だった。僕はテストでウィリアムズ・FW14にも乗っているので、そちらの居住性の良さや速さなど、ブラバムがそのレベルに達するには長い道のりだと感じる。かなり違う乗り物だ」とBT60について述べている。
ヤマハOX99はチームにとって待望のワークス・エンジンだったが、前半戦はシャーシとのマッチングに苦しみ、完走率が低かった。
シーズン中のインタビューにてブランドルは「今年のマシンパッケージの中で一番のウィークポイントはピレリタイヤだ。ピレリユーザーはグッドイヤー勢より多くのタイヤ交換を強いられるしもっと安定したタイヤが欲しかった。それとピレリがレースウィークに入ってから事前テストで使うと決めたのと別のタイヤを試し始めた時は、混乱を通り越してかなり腹が立ったよ。ピレリとしてはフロントランナーであるベネトンの要求に応えるのが最優先なんだろう」と、装着していたピレリへの不満を述べている。ヤマハエンジンについては、「ヤマハは良く進歩している。ホンダや他メーカーとの3年のギャップを縮めてるよ。高回転型のエンジンの投入以後はかなりパワーアップしていたけど、一部のコンロッドやピストンなどの負担が大きくなって予想より早く壊れてしまうようになった。ヤマハはこの部分は白紙から作り直さなければいけない」とバージョンアップ後の安定度に問題が生じたと述べている。チーム側にも、カナダGPでブランドル車のシフトレバーが壊れたのに代表される些細なマシントラブルが多くあり、チームリーダーだと自負していたブランドルは開幕時から「レースを戦いながらエンジン開発するんだから大変な一年だ。でもそれを承知で加入したし乗り越えていくよ」と語っていたものの、シーズン後半はマシン全体をまとめるのが難しく感じるようになっていたという。
一方のブランデルは、「マシンを開発するための資金とスポンサーが見つかれば、もっと正しい方向に行けたと思う。最初はギヤボックストラブルやブレーキトラブルなど基本的なトラブルが多くて参ったけど、そこは乗り越えた。信頼性をもっと高めていくことが一番重要だった。」とBT60を述べている。
シーズン前半でのポイント獲得が成らなかったため、後半戦からは金曜朝の予備予選からの出走が義務付けられたが、ブランデルがベルギーGPで6位、ブランドルが日本GPで5位に入賞し、チームは3ポイントを獲得。コンストラクターズランキング10位でシーズンを終えた。
ヤマハはブラバムとの長期契約を計画変更し、9月のイタリアGP開催期間中に翌1992年からジョーダンへ供給先を変更することを発表。ブラバムとヤマハのジョイントは1991シーズンの1年限りとなった。

## BT60B
1992年はヤマハに換えてV型10気筒のジャッドGVエンジン搭載したBT60Bで参戦。マシンは当初は紺と白のカラーリングだったが、ティレルと見分けづらいという理由で、第8戦フランスGPからノーズが紫色、ボディが青と水色というサイケデリックなカラーリングとなった。
開幕時のドライバーはエリック・ヴァン・デ・ポールと中谷明彦が予定されていたが、FIAが中谷へのスーパーライセンス発給を認めなかったため、代わりに国際F3000選手権への参戦経験によってライセンス発給が認められたジョバンナ・アマティが起用された。アマティは史上5人目の女性F1ドライバーであったが予選すべてのセッションで最下位となり通過できず、開幕当初はアマティに興味を示していたスポンサーも不振ぶりを見て資金提供に難色を見せ始めたことで約束していた資金持ち込みも行えなくなった。チームは当てにしていた資金が入らず一層困窮し、4月30日付で「契約不履行」を理由にアマティとの契約を破棄した。第4戦スペインGP以降は、F1ルーキーで後に世界チャンピオンとなるデイモン・ヒルがドライブすることとなった。

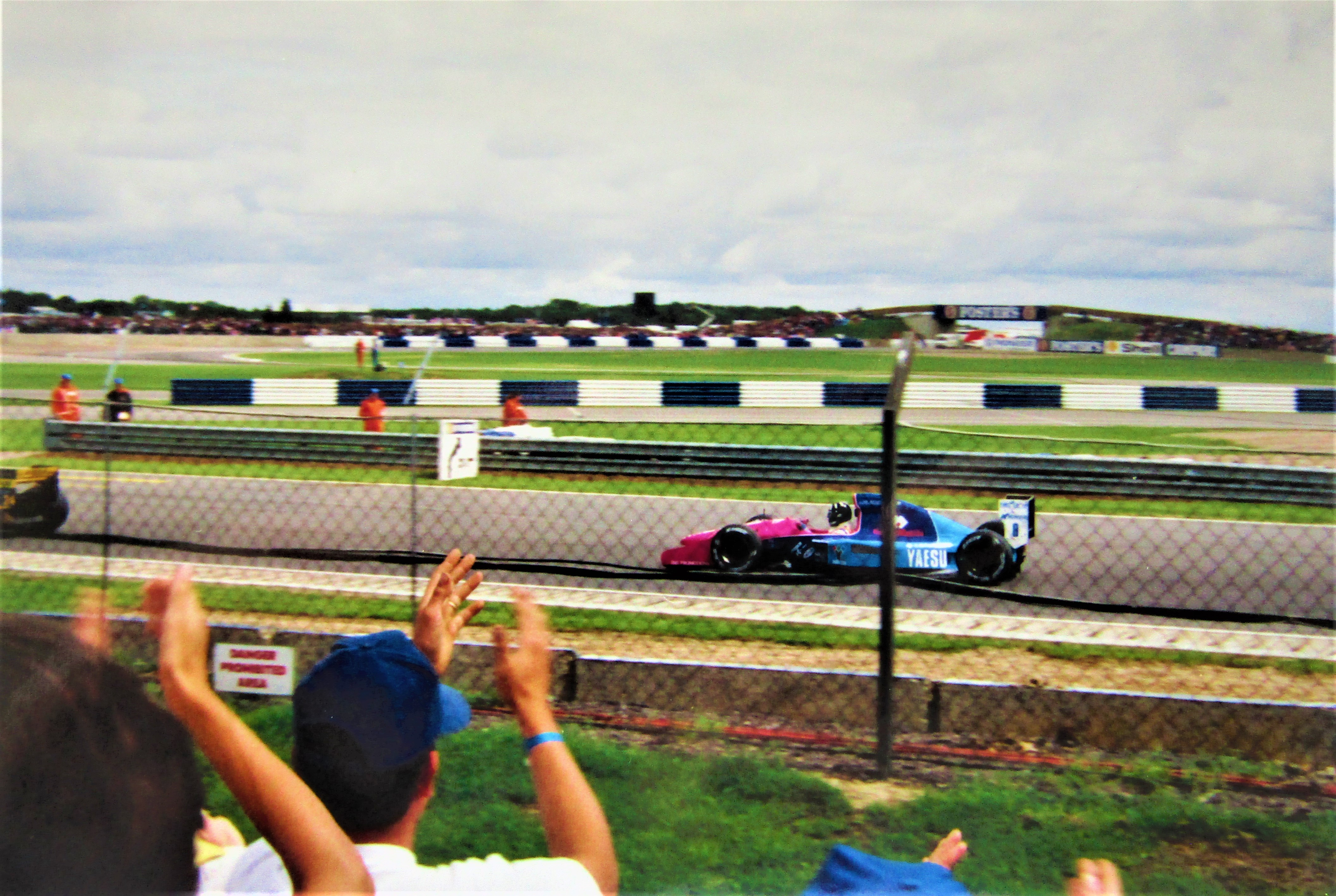
1992年イギリスGPでBT60Bをドライブするヒル。

1992年は開幕から資金難による身売りの危機が報じられ、チームにとって悲惨なシーズンであった。ヴァン・デ・ポールは開幕戦で13位完走した後はすべて予選落ちし、アマティに代わったヒルもイギリスGPで16位、ハンガリーGPで11位完走した以外は予選落ちした。イギリスGP以降はヒルの1台体制で参戦を続けたが、その間もグランプリ期間中に最も重要だったのはチームが参戦を継続するための買収に関する交渉であり、レースをまともに戦える状況ではなかった。結局買収交渉はまとまらず、チームは第11戦ハンガリーGPをもってF1から撤退。BT60Bはブラバムが製作した最後のF1マシンとなった。

## BT61
BT60を設計したリンランドは1991年にブラバムから独立。その後フォンドメタル・GR02を設計した為に、日本ではGR02が「ブラバム・BT61となるはずであったマシン」と言われる事も多い。
2018年、デビッド・ブラバムはオーストラリアでブラバム・オートモーティブを設立し、BT60Bから型式番号を一つ飛ばす形でスーパーカーのブラバム・BT62を発表した。この際にBT61について「1993年シーズンに向けて開発していたが、完成できなかったマシン」と説明された。
1992年9月にブラバムがF1撤退を発表した際、すぐにガルマー・エンジニアリングが救済に動き、「ブラバム-ガルマー」として1993年シーズンへの参戦が模索された。ガルマーのアラン・マーテンスはBT60Bを元にした新型車(BT61)の設計に取り掛かり、カルロス・ゲレーロをテストドライバーに起用したが、出資を約束していた二人の投資家が行方を眩まし、資金提供が停止した事により参戦計画は頓挫した。マーテンスやアンディ・ブラウンによると、1993年シーズンまで猶予がなかった事から、BT61が完成するまでの繋ぎとしてBT60Bを改良したマシンの投入も予定されており、エントリー名はブラバム・BT60Cとなる予定であったという。

## F1における全成績
(key) （太字はポールポジション、斜体はファステストラップ）
| 年     | シャシー | エンジン                     | タイヤ | ドライバー                   | 1   | 2   | 3   | 4   | 5   | 6   | 7   | 8   | 9   | 10  | 11  | 12  | 13  | 14  | 15   | 16  | ポイント | 順位 |
| ------ | -------- | ---------------------------- | ------ | ---------------------------- | --- | --- | --- | --- | --- | --- | --- | --- | --- | --- | --- | --- | --- | --- | ---- | --- | -------- | ---- |
| 1991年 | BT60Y    | ヤマハ OX99 V12, 3.5リッター | P      |                              | USA | BRA | SMR | MON | CAN | MEX | FRA | GBR | GER | HUN | BEL | ITA | POR | ESP | JPN  | AUS | 3        | 10位 |
| 1991年 | BT60Y    | ヤマハ OX99 V12, 3.5リッター | P      | マーティン・ブランドル       |     |     | 11  | DSQ | Ret | Ret | Ret | Ret | 11  | Ret | 9   | 13  | 12  | 10  | 5    | DNQ | 3        | 10位 |
| 1991年 | BT60Y    | ヤマハ OX99 V12, 3.5リッター | P      | マーク・ブランデル           |     |     | 8   | Ret | DNQ | Ret | Ret | Ret | 12  | Ret | 6   | 12  | Ret | Ret | DNPQ | 17  | 3        | 10位 |
| 1992年 | BT60B    | ジャッド GV V10              | G      |                              | RSA | MEX | BRA | ESP | SMR | MON | CAN | FRA | GBR | GER | HUN | BEL | ITA | POR | JPN  | AUS | 0        | NC   |
| 1992年 | BT60B    | ジャッド GV V10              | G      | エリック・ヴァン・デ・ポール | 13  | DNQ | DNQ | DNQ | DNQ | DNQ | DNQ | DNQ | WD  |     |     |     |     |     |      |     | 0        | NC   |
| 1992年 | BT60B    | ジャッド GV V10              | G      | ジョバンナ・アマティ         | DNQ | DNQ | DNQ |     |     |     |     |     |     |     |     |     |     |     |      |     | 0        | NC   |
| 1992年 | BT60B    | ジャッド GV V10              | G      | デイモン・ヒル               |     |     |     | DNQ | DNQ | DNQ | DNQ | DNQ | 16  | DNQ | 11  | DNA |     |     |      |     | 0        | NC   |

## 参照
1. ↑  “Brabham BT60Y”.   Statsf1.com. 2010年8月23日閲覧。
2. ↑  “Brabham BT60B”.   Statsf1.com. 2010年8月23日閲覧。
3. 1 2  INTERVIEW マーク・ブランデル GPX '91ベルギーGP号 山海堂 1991年9月14日発行
4. 1 2 3  M.ブランドルインタビュー 壁の向こう側が見えてきた GPX '91ベルギーGP号 9-11頁 1991年9月14日発行
5. ↑  「GRAND PRIX CAR 名車列伝」 Vol.5、p.159、三栄書房、2012年。
6. ↑  バン・デ・ポール ブラバム入り決定で中谷明彦とコンビ グランプリ・エクスプレス '91オーストラリアGP号 30頁 1991年11月23日発行
7. ↑  ブラバムがアマティに替えてデイモン・ヒル起用 Racing On No.121 35頁 ニューズ出版 1992年6月15日発行
8. ↑  チェックアップ・ザ・ポテンシャル BRABHAM チーム買収説浮上 F1グランプリ特集 7月号 44頁 ソニーマガジンズ 1992年8月16日発行
9. ↑  Brabham BT62 - supercar-ul exclusiv ce marchează renaşterea companiei australiene - PiataAuto.md
10. ↑  Brabham Galmer, the failed attempt to revive Brabham - UNRACEDF1.COM